# The Rankin Family

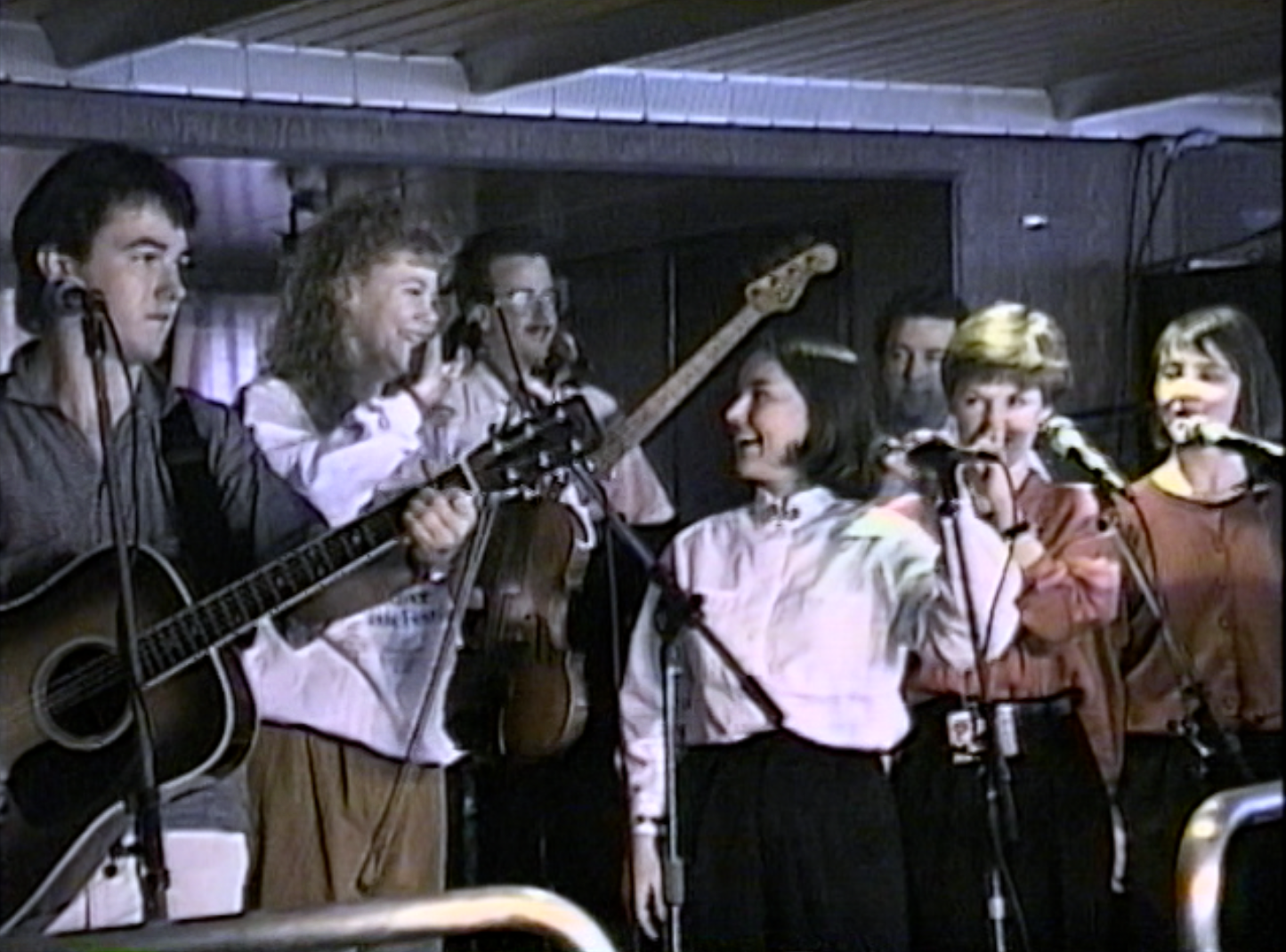
Nel 1990

The Rankin Family è un gruppo di musica folk canadese a composizione familiare (si tratta infatti di due fratelli e tre sorelle). Sono originari di Mabou Nuova Scozia, Isola Cape Breton.

## Componenti
- Jimmy Rankin - cantante (nato il 28 maggio, 1964)
- John Morris Rankin - piano, violino (28 aprile, 1959 - 16 gennaio, 2000)
- Cookie Rankin - cantante (nata il 4 maggio, 1965)
- Raylene Rankin - cantante (nata il 15 settembre, 1960 - 2012)
- Heather Rankin - cantante (nata il 24 ottobre, 1967)

## Storia
I Rankins provengono da una famiglia di 12 persone che soleva esibirsi nel vicinato ogni terzo week-end del mese con musica irlandese.
I cinque iniziarono la loro performance professionale nel 1989. Realizzarono il primo album The Rankin Family (1989) e Fare Thee Well Love (1990) includendo canzoni originali e combinando jigs, danze scozzesi e canzoni celtiche folk. Il loro debutto televisivo fu nel 1989, alla CBC, in uno show-varietà chiamato On The Road Again.
Il loro album di maggior successo, Fare Thee Well Love, fu riproposto nel 1992 dalla EMI. Con la vendita di più di 500 000 copie, quest'operazione valse al gruppo quattro dischi di platino. Il gruppo ha vinto molti premi musicali canadesi, tra i quali:
- 15 East Coast Music Awards
- 6 Juno Awards
- 4 SOCAN Awards
- 3 CCMA Awards
- 2 Big Country Awards

Il 17 settembre 1999, il gruppo dichiarò -tramite un comunicato stampa- che non si sarebbe più esibito e che i vari componenti avrebbero perseguito interessi e carriere indipendenti.
John Morris Rankin morì in un incidente a Cape Breton il 16 gennaio 2000.
Nel novembre 2006 i quattro Rankins (insieme con la figlia di John Morris, Molly Morris), annunciarono che avrebbero pubblicato un altro album e che si sarebbero riuniti per una serie di concerti in tutto il Canada. Il tour ha avuto un grande successo.

## Discografia
- The Rankin Family (independente, 1989)
- Fare Thee Well Love (independente, 1990)
- Fare Thee Well Love [CD nuova edizione] (Capitol, 1992)
- The Rankin Family [CD nuova edizione] (Capitol, 1992)
- North Country (EMI, 1993)
- Endless Seasons (EMI, 1995)
- Grey Dusk Of Eve (EMI, 1995)
- Collection (EMI, 1996)
- Do You Hear...Christmas (EMI, 1997)
- Uprooted (EMI, 1998)
- Reunion (EMI, 2007)